# Simias de Rodas

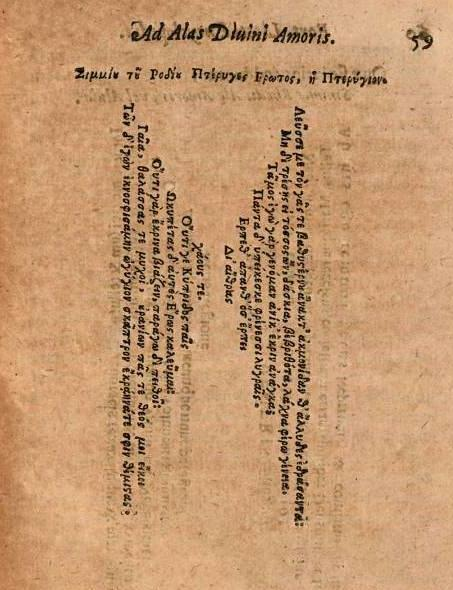
El poema «Alas» de Simias en una edición de 1640.

Simmias de Rodas (en griego antiguo: Σιμμίας ὁ Ῥόδιος) fue un poeta y gramático griego de la escuela alejandrina, que vivió en la época de los Ptolomeos. Fue anterior al poeta trágico Filisco de Corcira, que vivió en torno al 300 a. C., al menos si aceptamos la afirmación de Hefestión (p. 31), de que el hexámetro coriámbico, cuya invención reclamaba Filisco, había sido usado previamente por Simias.
La Suda, enciclopedia del siglo X, informa de que Simias escribió tres libros de Glosas (colecciones de palabras oscuras) y cuatro libros de poemas variados (ποιήματα διάφορα, poiémata diaforá); la parte final del artículo de Suda sobre este autor está cambiado de sitio, y pertenece a la vida de Semónides de Amorgos. No se sabe más sobre sus obras de gramática; pero sus poemas se refieren a menudo a la épica. Su obra Gorgona es citada por Ateneo (XI p. 491); sus Meses y Apolo por Estéfano de Bizancio y un fragmento de treinta líneas del último poema se conserva en  Tzetzes (Chil. VII 144), y ha sido editado por Brunck.
Como autor de epigramas, Simias aparece en la Guirnalda de Meleagro, y la Antología griega contiene seis epigramas atribuidos a él, además de tres poemas breves de ese tipo especial llamado carmina figurata, o sea, piezas en las que las líneas están ordenadas para que todo el poema tenga la forma del objeto que se menciona. Los de Simias se titulan, por su forma, Pteryges («Alas»), el Oon («Huevo») y el Pelekys («Hacha»).